# Coronavirus humà NL63
El coronavirus humà NL63, o HCoV-NL63, és una espècie d'Alphacoronavirus, subgènere Setracovirus, identificat per primera vegada el 2003 en un nen amb bronquiolitis als Països Baixos. La infecció amb el virus s'ha confirmat a tot el món i té una associació amb molts símptomes i malalties habituals. Les malalties associades inclouen infecció de les vies respiratòries superiors de lleu a moderada, eventual infecció greu de les vies respiratòries inferiors, trastorns del sistema digestiu i bronquiolitis. El virus es troba principalment en nens petits, gent gran i persones immunodeficients amb malalties respiratòries agudes. En zones de clima temperat té un patró d'incidència estacional, com altres membres de la família Coronaviridae. Un estudi realitzat a Amsterdam va estimar la presència de HCoV-NL63 en aproximadament el 4,7% de les malalties respiratòries comunes. Altres estudis van confirmar que el virus no és un virus emergent, sinó un que circula contínuament per la població humana.

## Símptomes
Els primers casos de la infecció per VHC-NL63 es van trobar en nens petits amb infeccions greus de les vies respiratòries ingressats als hospitals. Si bé la presentació clínica del virus pot ser severa, també s'ha trobat en casos lleus d'infecció respiratòria. La comorbiditat de HCoV-NL63 amb altres infeccions respiratòries ha fet que els símptomes específics del virus siguin difícils d'identificar. Un estudi de símptomes clínics en pacients amb VHC-NL63 sense infecció secundària, va informar que els símptomes més habituals eren febre, tos, rinitis, mal de gola en empassar, ronquera, bronquitis, bronquiolitis, pneumònia i crup.
Un altre estudi que investigava nens amb malalties de les vies respiratòries va indicar que HCoV-NL63 es troba més freqüentment en pacients ambulatoris que en pacients hospitalitzats, cosa que suggereix que es tracta d'un virus del refredat comú similar als  HCoV-229E i  HCoV-OC43, els quals generalment causen símptomes menys greus. Tanmateix, una alta freqüència de crup és específica de la infecció per VHC-V-NL63. En adults, s'han descrit alguns rars casos de SDRA amb curs fatal induïda per aquest virus.

## Causa
Es creu que la ruta de difusió del VHC-NL63 és la transmissió directa de persona a persona en zones molt poblades. El virus pot sobreviure fins a una setmana a fora del cos en solució aquosa a temperatura ambient i tres hores en superfícies seques. La majoria de les persones estaran infectades amb un coronavirus durant la seva vida, però algunes poblacions són més susceptibles a la VHC-NL63. Aquests grups d'individus són els nens menors de 5 anys, la gent gran i les persones immunocompromeses. Sembla que el virus té una incidència estacional, que es produeix amb més freqüència els mesos d'hivern a clima temperat. En els casos més extrems de clima tropical, el virus no té preferència cap a una temporada determinada. Molts estudis han posat de manifest la coincidència de HCoV-NL63 amb altres coronavirus humans: virus de la grip A, ortopneumovirus humà (RSV), parainfluenza virus i  metapneumovirus humà  (hMPV).

## Mecanisme
La transmissió de HCoV-NL63 té lloc mitjançant l'expulsió de gotes de la via respiratòria, que poden ser transportades per l'aire, o a través d'un contacte personal proper i els fòmits. El virus és capaç de sobreviure fins a set dies en secrecions respiratòries i manté la seva capacitat infecciosa a temperatura ambient. El coronavirus humà NL63 empra el mateix receptor de coronavirus que el SARS-Cov per l'entrada cel·lular. Un cop el virus ha entrat a l'amfitrió, s'uneix a receptors cel·lulars utilitzant unes proteïnes anomenades espiga, similars a les que es troben al VIH-1. El virus utilitza l'enzim conversiu de l'angiotensina 2 (ACE2) com a receptor d'entrada per unir-se i entrar a les cèl·lules diana. L'entrada a la cèl·lula amfitriona es fa mitjançant la fusió cel·lular directa amb la membrana plasmàtica o la endocitosi seguida de la fusió amb la membrana. A causa de la falta d'un clon cDNA de HCoV-NL63, la investigació sobre el cicle de replicació és limitada. Com que és un virus ARN monocatenari positiu, es poden dur a terme els processos de replicació mitjançant  transcripció i traducció genètiques.

## Cronologia dels descobriments

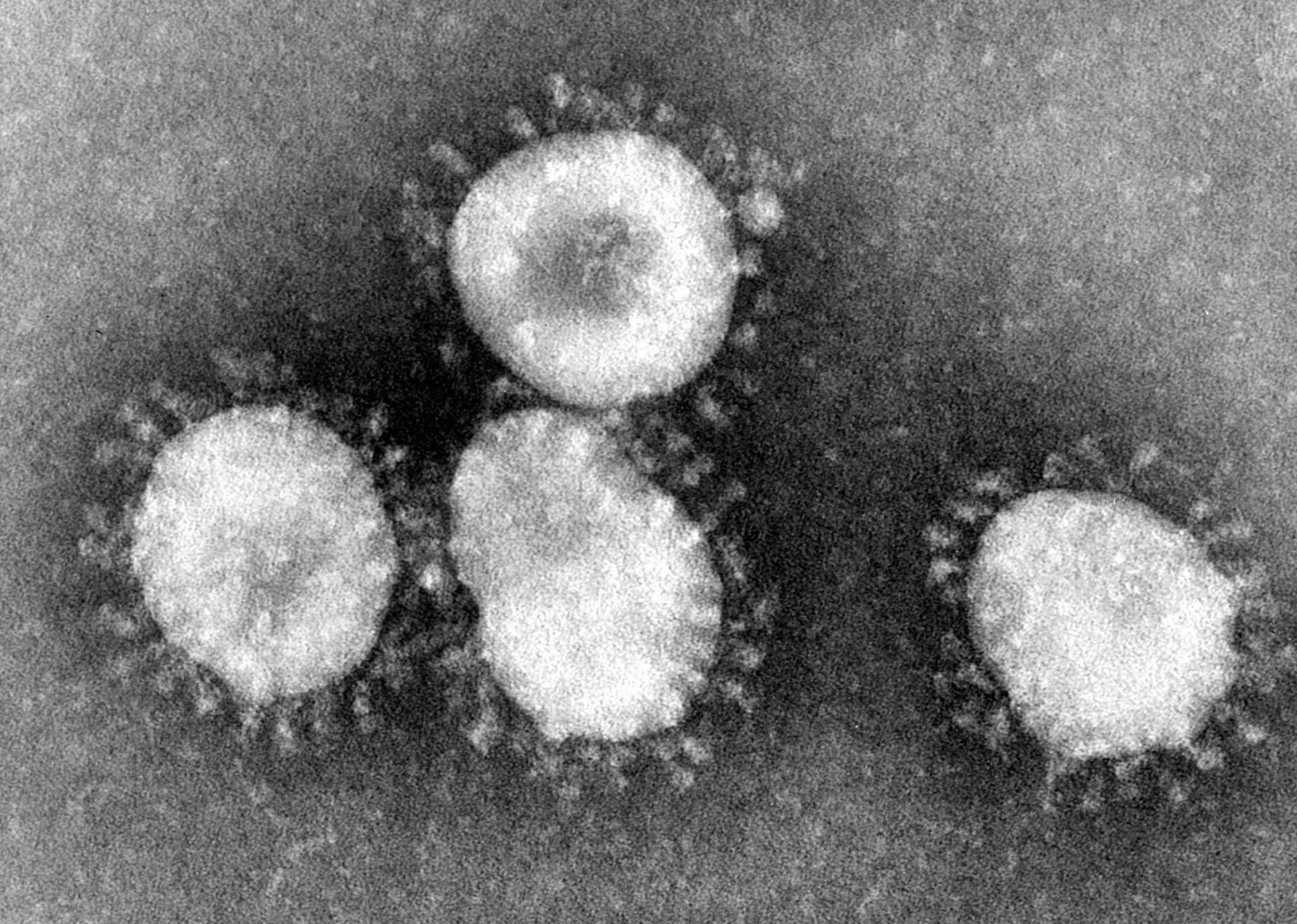
Sars-corona (SARS-HCoV)

Als anys 60 van ser descoberts dos coronavirus en humans: HCoV-229E i HCoV-OC43 associats a síndromes respiratòries lleus, similars a una grip.
A partir del 2003, una infecció respiratòria aguda coneguda com a Síndrome respiratòria aguda greu (les seves sigles en anglès són S.A.R.S.) es va diagnosticar en 8422 malalts de 30 països de tot el món, deixant un balanç de 916 morts, la qual cosa representa una mitjana de letalitat d'un 11%. Es va relacionar amb un nou coronavirus al que es va denominar SARS-CoV.
El 2004 és descobert el virus HCoV-NL63. És l'espècie que s'associa amb major freqüència als trastorns respiratoris dels humans infectats pels coronavirus.
El 2005 fou descoberta una altra varietat: HCoV-HKU1.
El 2012 va ser relacionada la malaltia i mort d'unes persones a Aràbia Saudita, Catar i Jordània amb la infecció pel virus HCoV-EMC2012 (avui dia anomenat MERS-CoV). El virus afectà també a viatgers d'arreu del món provinents d'aquests països. El seu reservori, a banda del ratpenat, és el camell comú.

## Descobriments recents
Recents informes d'Austràlia, Japó, Canadà, Bèlgica indiquen que el virus s'ha dispersat mundialment. Es troba principalment en la població infantil, en els ancians i en els pacients immunocompromesos amb malalties respiratòries agudes en l'hivern.
Durant uns anys es va sospitar que l'HCoV-NL63 estava implicat en la patogènia de la malaltia de Kawasaki, una vasculitis sistèmica infantil generalment aguda, causant d'aneurismes de les artèries coronàries i que és la causa més comuna de malaltia cardíaca en nens de diversos països. Avui dia, aquesta hipòtesi ha quedat abandonada.
El 2012 es va identificar en països del Golf pèrsic un nou tipus de coronavirus humà, l'hCOV-EMC, que provocà almenys 12 casos infecciosos, dels quals 5 moriren per pneumònia aguda associada a fallada renal.
El 2018 fou tipificat a la Xina, arrel d'un brot d'infeccions respiratòries infantils particularment greus localitzat a la província de Guangzhou, un nou subgenotip de coronavirus NL63 amb una major capacitat per envair les cèl·lules hostes que el virus prototípic original, gràcies a una única mutació en la seva glicoproteïna de superfície S.
A hores d'ara, se sap que l'origen de les malalties per coronavirus es zoonòtic.